# Білоярськ (аеропорт)
Аеропорт Білоярськ (рос. Аэропорт Белоярский)(IATA: EYK, ICAO: USHQ) — регіональний аеропорт, розташований за 2 км на південний схід від міста Білоярський.

## Історія
Вперше ця місцевість була використана як летовище для перевезення місцевих жителів і працівників-вахтовиків взимку 1969 року, коли десантна група спорудила на березі річки Казим грунтову злітно-посадкову смугу, здатну приймати літаки Ан-24. Однак влітку того ж року смуга стала непридатною.
У 1979 році почалося будівництво повноцінного аеропорту, в межах якого збудовано злітно-посадкову смугу зі штучним покриттям протяжністю 1500 метрів, а також дерев'яний аеровокзал і рятувальну станцію. За рік для отримання можливості прийому літаків Як-40 довжину смуги збільшили до 1,8 км.
У зв'язку з тим, що селище перетворилося на місто, у 1988 році реконструйовано пасажирський термінал з пропускною здатністю 50 осіб на годину, а злітно-посадкову смугу знову подовжено. Аеровокзал повторно реконструйований у 2006—2008 роках. В рамках модернізації зведено будівлю для пасажирів, що прилітають, і видачі багажу, а також отримано нове обладнання для огляду й автоматичну систему реєстрації пасажирів.

## Технічні дані
Аеродром класу «В» здатен прийняти літаки Ан-12, Ан-24, Ан-26, Ан-30, Ан-32, Ан-72, Ан-74, Іл-18, Іл-114, Ту-134, Як -40, Як-42, ATR-42, ATR-72, B-737-500, CRJ-100, CRJ-200, Embraer E-170, Sukhoi Superjet 100 і більш легкі, а також вертольоти всіх типів.
Максимальна злітна вага повітряного судна — 75 тонн. Класифікаційне число злітно-посадкової смуги (PCN) 24/R/A/X/T. Довжина смуги — 2142 метра, покриття — асфальт.

## Авіакомпанії і напрямки, грудень 2020
| Авіакомпанія   | Пункт призначення                                                     |
| -------------- | --------------------------------------------------------------------- |
| Gazpromavia    | Москва-Внуково                                                        |
| RusLine        | Єкатеринбург                                                          |
| S7 Airlines    | Новосибірськ                                                          |
| Utair          | Ханти-Мансійськ, Няган, Совєтський, Сургут, Тюмень, Уфа, Єкатеринбург |
| Yamal Airlines | Тюмень                                                                |

## Показники діяльності
| Рік            | 2014 | 2015 | 2016 | 2017 | 2018 | 2019 |
| тис. пасажирів | 81,7 | 76,0 | 66,7 | 66,8 | 69,2 | 71,7 |
| Джерела:       |      |      |      |      |      |      |

## Транспорт

### Автобусне сполучення
Рух громадського транспорту в районі аеропорту відсутній. Найближчий пункт зупинки — селище Казим, яке знаходиться за 41 км від повітряної гавані.

### Особистий транспорт
Аеропорт розташовується практично в центрі міста. Біля терміналу знаходиться заасфальтований майданчик для стоянки автомобілів.